# Simone Pafundi
Simone Pafundi (Monfalcone, 14 de marzo de 2006) es un futbolista italiano que juega de delantero  en el Udinese Calcio de la Serie A de italia.

## Trayectoria
Creció en la ciudad de Nápoles, en 2014 llegó a la academia del Udinese Calcio.
El 22 de mayo de 2022 debutó profesionalmente en la última jornada en la Serie A, entrando en el minuto 68 por Roberto Pereyra en la victoria ante el U. S. Salernitana, siendo el primer futbolista nacido en 2006 en debutar.
El 25 de enero de 2024 abandonó Udine para jugar cedido en el F. C. Lausana-Sport hasta final de año.

## Selección nacional
En mayo de 2022 fue citado para un entrenamiento con la selección absoluta.
En noviembre de 2022 fue citado a la selección de Italia para disputar los amistosos ante Albania y Austria. Debutó el 16 de noviembre en la victoria ante Albania sustituyendo a Marco Verratti en el minuto 89, siendo el tercer jugador más joven en debutar con la selección absoluta.

## Estadísticas

### Clubes
Actualizado hasta su último partido disputado el 11 de mayo de 2025.
| Club                        | Div.          | Temporada     | Liga  | Liga  | Liga   | Copas nacionales | Copas nacionales | Copas nacionales | Copas internacionales | Copas internacionales | Copas internacionales | Total | Total | Total  |
| Club                        | Div.          | Temporada     | Part. | Goles | Asist. | Part.            | Goles            | Asist.           | Part.                 | Goles                 | Asist.                | Part. | Goles | Asist. |
| --------------------------- | ------------- | ------------- | ----- | ----- | ------ | ---------------- | ---------------- | ---------------- | --------------------- | --------------------- | --------------------- | ----- | ----- | ------ |
| Udinese Calcio · Italia     | 1.ª           | 2021-22       | 1     | 0     | 0      | —                | —                | —                | —                     | —                     | —                     | 1     | 0     | 0      |
| Udinese Calcio · Italia     | 1.ª           | 2022-23       | 8     | 0     | 0      | —                | —                | —                | —                     | —                     | —                     | 8     | 0     | 0      |
| Udinese Calcio · Italia     | 1.ª           | 2023-24       | 1     | 0     | 0      | 1                | 0                | 0                | —                     | —                     | —                     | 2     | 0     | 0      |
| F. C. Lausana-Sport · Suiza | 1.ª           | 2023-24       | 17    | 1     | 2      | —                | —                | —                | —                     | —                     | —                     | 17    | 1     | 2      |
| F. C. Lausana-Sport · Suiza | 1.ª           | 2024-25       | 2     | 0     | 0      | 1                | 0                | 0                | —                     | —                     | —                     | 3     | 1     | 0      |
| F. C. Lausana-Sport · Suiza | Total club    | Total club    | 19    | 1     | 2      | 1                | 0                | 0                | 0                     | 0                     | 0                     | 20    | 1     | 2      |
| Udinese Calcio · Italia     | 1.ª           | 2024-25       | 9     | 0     | 0      | —                | —                | —                | —                     | —                     | —                     | 9     | 0     | 0      |
| Udinese Calcio · Italia     | Total club    | Total club    | 19    | 0     | 0      | 1                | 0                | 0                | 0                     | 0                     | 0                     | 20    | 0     | 0      |
| Total carrera               | Total carrera | Total carrera | 38    | 1     | 2      | 2                | 0                | 0                | 0                     | 0                     | 0                     | 40    | 1     | 2      |
| 1. 2.                       |               |               |       |       |        |                  |                  |                  |                       |                       |                       |       |       |        |